# Gone With the Wind
Gone With the Wind (с англ. — «Унесённые ветром») — семнадцатая серия первого сезона американского мультсериала «Шоу Кливленда». Премьерный показ состоялся 11 апреля 2010 года на канале FOX.

## Сюжет
Кливленду Брауну ставят диагноз: повышенный уровень холестерина, поэтому Донна сажает его на высокоуглеводную диету. Это вызывает у Кливленда повышенный метеоризм, что отрицательно сказывается на его взаимоотношениях с друзьями, и даже приводит к аварии. Доктор Фист, обследовав его, заявляет, что в данной ситуации его метеоризм совершенно оправдан, и выдаёт Кливленду «разрешение на пук» (Fart Card). Вскоре он использует свой метеоризм, чтобы сделать более оригинальным своё выступление в караоке-баре «Сломанный табурет». Все, кроме Донны, этим впечатлены.
Приходит известие о смерти бывшей жены Брауна — Лоретты. Как объясняет Куагмир, который привёз тело женщины в Стулбенд, Брайан выкопал скелет динозавра, Питер пытался с помощью подъёмного крана затащить его к себе во двор, но уронил на бывший дом Кливленда. Лоретта, принимавшая там в это время ванну, погибла от перелома шеи.
Кливленд-младший не особо огорчён смертью мамы, а вот его отец искренне рыдает на похоронах и после них, из чего Донна делает вывод, что тот любил её всё это время, несмотря на измены. Чтобы досадить Кливленду, Донна собирается выступить на соревнованиях по караоке не с ним, а с тренером Макфоллом.
Кливленд осознаёт, что на месте Лоретты мог бы быть он, вспоминая о своих многочисленных падениях с ванной, в которых он всегда оставался невредимым. С большим трудом он убеждает в этом Донну. В итоге, она прощает его, и супруги выступают на соревновании вместе, выигрывая его (с помощью метеоризма Кливленда).
Эпизод заканчивается небольшой нарезкой, посвящённой памяти покойной Лоретты Браун.

## Создание
Автор сценария: Билл Оакли
Режиссёр: Рон Рубио
Композитор: Уолтер Мёрфи
Приглашённые знаменитости: отсутствуют

## Интересные факты